# BCLワールドタムタム
『BCLワールドタムタム』（ビーシーエルワールドタムタム）は、1975年から1983年まで日本短波放送 → ラジオたんぱ（現・ラジオNIKKEI）で放送されていた情報番組である。松下電器産業の一社提供。放送時間は毎週土曜 18:00 - 18:30 （日本標準時）。

## 概要
BCL専門の情報番組。
当初は声優の川島千代子がパーソナリティを務め、毎週BCLの専門家（主に『月刊短波』のライター）を招く方式を採用していた。
1978年からは芸能界きってのBCL・無線マニアであるタモリがパーソナリティとなり、彼が世界各国の放送について専門家の解説、リスナーからの投稿、そして実際の放送を受信した録音カセットテープなどを交えながら紹介する内容になった。アシスタントは当時ラジオたんぱのアナウンサーだった富永陽子が務めていた。
番組の終了後、替わって土曜21:00枠ジェリー・ソーレスがパーソナリティを務める後継番組『SONYワールドネットワーク』がスタートした。